# Лейктон (Індіана)
Лейктон (англ. Laketon) — переписна місцевість (CDP) в США, в окрузі Вобаш штату Індіана. Населення — 606 осіб (2020).

## Географія
Лейктон розташований за координатами 40°58′52″ пн. ш. 85°50′24″ зх. д. / 40.98111° пн. ш. 85.84000° зх. д. (40.981213, -85.839996).  За даними Бюро перепису населення США в 2010 році переписна місцевість мала площу 3,09 км², з яких 2,72 км² — суходіл та 0,36 км² — водойми.

## Демографія
Згідно з переписом 2010 року, у переписній місцевості мешкали 623 особи в 248 домогосподарствах у складі 168 родин. Густота населення становила 202 особи/км².  Було 302 помешкання (98/км²).
Расовий склад населення:
| - 96,0 % — білих - 1,4 % — чорних або афроамериканців - 1,1 % — корінних американців |

До двох чи більше рас належало 1,0 %. Частка іспаномовних становила 1,9 % від усіх жителів.
За віковим діапазоном населення розподілялося таким чином: 25,8 % — особи молодші 18 років, 58,3 % — особи у віці 18—64 років, 15,9 % — особи у віці 65 років та старші. Медіана віку мешканця становила 40,6 року. На 100 осіб жіночої статі у переписній місцевості припадало 94,7 чоловіків;  на 100 жінок у віці від 18 років та старших — 93,3 чоловіків також старших 18 років.
Середній дохід на одне домашнє господарство  становив 39 226 доларів США (медіана — 35 357), а середній дохід на одну сім'ю — 39 402 долари (медіана — 33 000). За межею бідності перебувало 37,6 % осіб, у тому числі 81,8 % дітей у віці до 18 років та 0,0 % осіб у віці 65 років та старших.
Цивільне працевлаштоване населення становило 188 осіб. Основні галузі зайнятості: освіта, охорона здоров'я та соціальна допомога — 22,9 %, виробництво — 22,3 %, мистецтво, розваги та відпочинок — 14,4 %, транспорт — 8,5 %.